# 開明中学校・高等学校
開明中学校・高等学校（かいめい ちゅうがっこう・こうとうがっこう）は、大阪府大阪市城東区野江に所在し、中高一貫教育を提供する私立中学校・高等学校。

## 概要
1914年（大正3年）12月、商業学校規定の乙種（入学資格12歳以上で高等小学校2年修了程度）実業学校として発足（文部省告示第131号9月16日付で9月開校を認可）。英語・中国語・ロシア語の教育に重点を置いていた。
太平洋戦争後の学制改革に伴い、新制の商業高等学校「大阪貿易学院高等学校」として設置されたが、1979年（昭和54年）英語科を併設。これを機に、関関同立をはじめとする私立大学の文系への合格を目指し、1980年代末頃から大学進学指導に注力し始める。
1991年（平成3年）に中学校を併設。「中学・高校の6年間で国公立大学に進学できるような学力を培う進学校になる」という目標を掲げてリスタートを切った。
翌1992年、生みの親の大阪商工会議所の主管から外れたが、理事長には現在も代々、商議所の役員が就任している。

### 貿易学院から開明へ
進学校への目標を掲げた中学校開設から4年後の1995年に改名。『開明』について「人智が開け文物が進歩すること。中国の古典では、『聡明』という意味で使われたり、太陽が昇る東の方角であると説明されたりしています」としている。その後2001年に中学校が、2004年に高校も男女共学となった。

### 進路（大学進学）
現在、1学年8クラス規模のうち内部進学7クラス、外部から編入1クラスの8クラス規模の編成。2019年〈令和元年〉度の卒業生265名（2020年3月卒業）の場合、37%の98名が現役で国公立大学に合格している。

### 教育方針
校訓の「研精而不倦」（研精して倦まず）を、「知・徳・体すべてにわたって自己を磨き続ける」と解釈して下記の五つを教育目標に掲げている。
- 男女共同参画社会において、社会のリーダーとして活躍する人間の育成
- 文系・理系を問わず、理数の素養を身につけ、 21世紀の情報化社会に対応できる人間の育成
- 世界的視野に立ち、国際感覚に富む人間の育成
- 思いやりの心を持ち、社会的常識を備えた人間の育成
- 正しい生活習慣を身に付けた、心身ともに健全な人間の育成

## 沿革

### 年表
- 1913年（大正2年） - 大阪商業会議所（現：大阪商工会議所）が貿易に携わる人材育成の実業学校[1]を設立し、経済援助を行うことを決定[2]
- 1914年 - 12月1日、「私立大阪貿易語学校」設立[2]（大阪市東区北久宝寺町〈現・中央区〉[1]）。初代の理事長に土居通夫（商議所の会頭）が就任[2]
- 1922年 - 大阪市北区東野田9丁目へ移転（現・都島区東野田町。文部省告示第506号7月27日付で移転を認可[4]
- 1923年 - 1月31日、「大阪貿易語学校」に改称（文部省告示第319号4月17日付で改称を認可[5]）
- 1945年（昭和20年） - 大阪大空襲で校舎が焼失
- 1946年 - 理事長に、杉道助（商議所の会頭）が就任。太平洋戦争後の復興に尽力[2]
- 1948年 - 学制改革により、新制の高校「大阪貿易学院高等学校」設置（商業科を設置、現在地へ移転）
- 1964年 - 普通科を併置
- 1979年 - 英語科を併置
- 1985年 - 英語科を募集停止（普通科へ統合）
- 1986年 - 普通科をI類とII類に改組
- 1987年 - 商業科を募集停止
- 1991年（平成3年） - 「大阪貿易学院中学校」を併設
- 1992年 - 大阪商工会議所の主管が外れる[2]
- 1995年 - 校名を「開明高等学校」と「開明中学校」に改称
- 2001年 - 中学に「理数コース」設置[2]。中学の新入生から男女共学となる
- 2004年 - 高校の新入生から男女共学に
- 2006年 - 中学の第1学年に特別進学クラスとして「スーパー理数コース」を設置。中高とも完全な男女共学に
- 2014年 - 創立100周年事業として新校舎が完成。グラウンド人工芝化[2]

## 基礎データ

### 生徒数
在籍生徒数は、1,542名 (高校828名、中学714名。2020年〈令和2年〉5月1日現在）。
内訳は2019年度の場合（2020年3月末現在）、中学19クラス計758名（男子396名、女子362名。1年生と2年生6クラスずつ、3年生7クラス）。高校22クラス計814名（男子439名、女子375名。1年生8クラス、2年生と3年生7クラスずつ）。
なお2020年度の入学試験は、志願者は中学1,330名、高校317名（専願266名、併願51名）だった。

### 諸費用
学費など諸費用は、初年度で高校111万円、中学校115万円。これ以外に制服の費用など必要（2020年度の実績）。

### 交通アクセス
鉄道
- JR西日本・京阪・Osaka Metro（地下鉄）（各線）京橋駅より北東へ約700m（徒歩で約9分）
- 京阪（京阪本線）野江駅より南西へ約1km（徒歩で約13分）
- Osaka Metro（谷町線）野江内代駅より南へ約1.2km（徒歩で約15分）
- Osaka Metro（長堀鶴見緑地線・今里筋線）蒲生四丁目駅より西へ約900m（徒歩で約11分）

### 象徴
創立100周年記念事業として新しい校舎が完成し、食堂が新設された。
校歌
制服
制服は、男子が創立時からの金ボタン5個の黒学ラン（標準型学生服）。女子は紺色を基調としたボレロスタイルで、桂由美によるデザイン。

## 諸活動

### 部活動
クラブ活動は上限週3日である。また、高校2年次での引退が制度化されている。

### 学校施設
創立100周年として2014年（平成26年）に完成した校舎は、地上8階、地下1階で延べ約1万9,200平方m。1階から7階まで教室、8階に屋内体育館、地下1階にプールがある。校舎の屋根全面に太陽光パネルを搭載している。
中学18時まで、高校19時まで開放の「自習室」や、不登校の生徒に配慮した「学習室」を保健室の隣に設置している。
また、四條畷市清瀧にテニスコートなどが整備されている「清滝グラウンド」がある。

## 高校関係者と組織

### 関連団体
- 櫻友会 - 卒業生組織（同窓会[2]）。読み方は「おうゆうかい[10]」。

### 高校関係者一覧
政治
- 井上英孝 - 日本維新の会の衆議院議員（学院高校卒）

経済
- 清水信次 - ライフコーポレーション会長兼務CEO。「桜友会」名誉会長（語学校1943年卒）

芸能
- 大迫純一 - 小説家、シナリオライター（学院高校1980年卒）
- 林家笑丸 - 落語家（学院高校1992年卒）

スポーツ
- 原田哲夫 - 京都府警察警察官。元剣道日本代表、第32回全日本剣道選手権大会優勝者（学院高校1968年卒）

## 関連文献
- 開明高等学校『Kaimei High School 1998 学校案内』（1997年）
- 創立90周年記念誌編集委員会『創立90周年記念誌 1914-2004』（2004年12月）